# Thomas Bröker
Thomas Bröker (Meppen, 1985. január 22. –) német labdarúgó, csatár.

## Pályafutása
2004 és 2006 között az 1. FC Köln labdarúgója volt. Közben 2005–06-ban a Dynamo Dresden csapatában szerepelt kölcsönben. 2006–07-ben a Paderborn 07, 2007 és 2009 között a Dynamo Dresden, 2009–10-ben a Rot Weiss Ahlen, 2010 és 2012 között a Fortuna Düsseldorf, 2012 és 2015 között ismét az 1. FC Köln, 2015 és 2018 között az MSV Duisburg játékosa volt. 2018–19-ben a Fortuna Köln csapatában fejezte be az aktív játékot.
A német U20-as válogatottban négy alkalommal szerepelt.